# Темс (река, впадает в Лонг-Айленд)
Темс (англ. Thames River /ˈθeɪmz/) — небольшая река в США в штате Коннектикут. Протекает по востоку штата, длина реки 25 километров, впадает в Атлантический океан в районе городов Нью-Лондон и Гротон. В устье реки расположена база подводных лодок ВМС США, а также верфи компании «General Dynamics» по строительству подводных лодок.
Название реки на американском английском звучит иначе, чем название Темза в Лондоне, хотя и пишется одинаково.
Мемориальный мост «Золотая Звезда» фактически состоит из двух мостов. 11 его полос движения вмещают средний ежедневный трафик 117 000 автомобилей. Вертикально-подъёмный железнодорожный мост компании Amtrak открывается для морского движения более четырех раз в сутки и обслуживает до 36 пассажирских и два грузовых поезда в сутки.

## Галерея

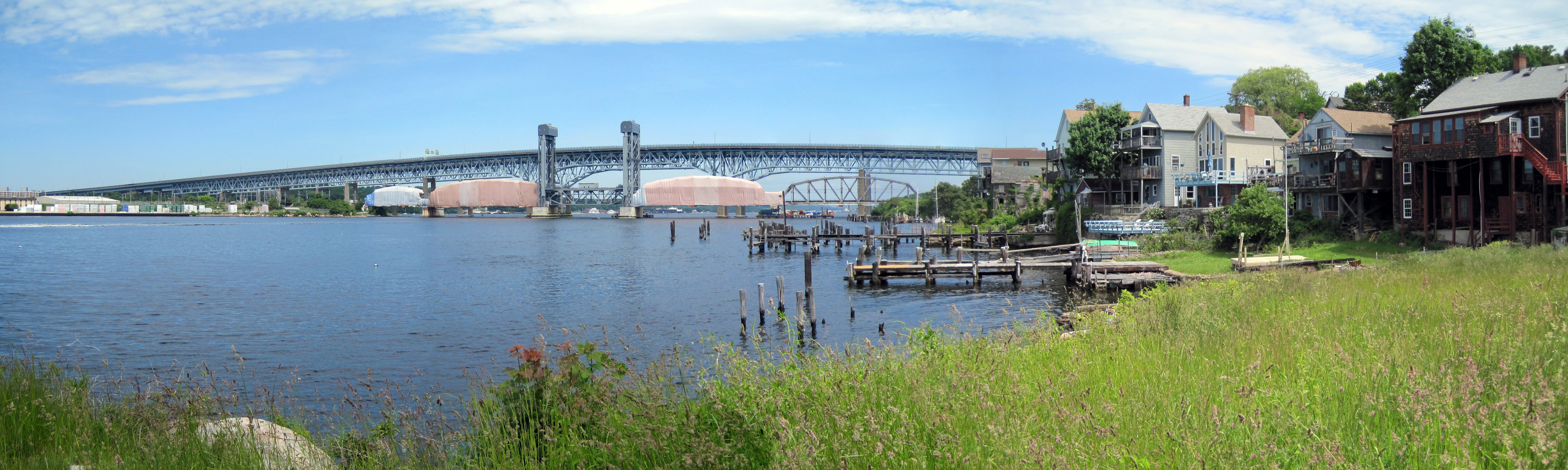
Вид на мосты Gold Star и Amtrak с юга